# 罗昌泉
罗昌泉（1903年—1952年9月28日），又名昌全，浙江省玉环县教场头里（今坎门街道广场路）人。中华人民共和国烈士。

## 生平
罗昌泉早年以捕鱼为业。1952年9月28日，奉命护送中国人民解放军公安第十七师五十团一营进剿鸡山岛的国军残部。部队在登陆时遭国军伏击中弹牺牲。1953年2月，经中华人民共和国中央人民政府批准为革命烈士。1959年6月，迁葬于玉环烈士陵园。